# Пшеничных, Антон Сергеевич
Антон Сергеевич Пшеничных (род. 26 августа 1992, Москва) — российский регбист, крайний трёхчетвертной клуба «Фили».

## Биография
Выпускник Спортивной школы № 103 «Южное Тушино». Во взрослом регби дебютировал в «Славе». Благодаря высокому росту играл во второй линии (замком), позже переквалифицировавшись в игрока веера. В 2013 году стал бронзовым призёром чемпионата России по регби — 7. Отыграв несколько сезонов в составе «славян», в 2019 году перешел в «ВВА-Подмосковье», где провел 2 года. Сезон 2020 года начал в составе дебютанта московского «ЦСКА». За новую команду дебютировал в 3-м туре.

## Карьера в сборной
Играл за юниорскую сборную. В 2011 году играл на чемпионате Европы среди юниоров (до 19 лет). Стал серебряным призёром. В 2013 году получил вызов в сборную по регби-7. Был в составе вплоть до 2018 года. В 2013 также получил вызов в сборную по классическому регби. Поехал на турнир Кубок наций проходившим в Румынии. Был в заявке на матч с Италией-А (вторая сборная), но на поле не выходил.

## Семья
Состоит в браке с Пшеничных (Сошкина) Анной с 09.12.2016 года, тоже спортсменка  Мастер спорта по легкой атлетике, специализировалась в беге на 100 и 60 метров с барьерами. Дочь Варвара 08.06.2018. Сын Илья 08.06.2021 .